# Bolesławowo (Litwa)
Bolesławowo (lit. Bališkės) – kolonia na Litwie, w okręgu wileńskim, w rejonie wileńskim, w gminie Niemenczyn.

## Historia
W dwudziestoleciu międzywojennym folwark i zaścianek leżące w Polsce, w województwie wileńskim, w powiecie wileńsko-trockim, w gminie Niemenczyn. W 1931 miejscowość liczyła:
- folwark – 9 mieszkańców, zamieszkałych w 1 budynku,
- zaścianek – 5 mieszkańców, zamieszkałych w 1 budynku[1].

Po II wojnie światowej w granicach Związku Sowieckiego. Od 1991 na niepodległej Litwie.